# Tipula (Vestiplex) takahashiana
Tipula (Vestiplex) takahashiana is een tweevleugelige uit de familie langpootmuggen (Tipulidae). De soort komt voor in het Oriëntaals gebied.